# Саша Кляйн
Саша Кляйн  (нім. Sascha Klein, 12 вересня 1985) — німецький стрибун у воду, олімпійський медаліст.

## Виступи на Олімпіадах
| Олімпіада   | Дисципліна                   | Місце |
| ----------- | ---------------------------- | ----- |
| Пекін 2008  | вишка                        | 18    |
| Пекін 2008  | синхронні стрибки з трамліна | 6     |
| Пекін 2008  | синхронні стрибки з вишки    | 2     |
| Лондон 2012 | трамплін                     | 10    |
| Лондон 2012 | синхронні стрибки з вишки    | 7     |